# Pseudestea
Pseudestea is een geslacht van weekdieren uit de klasse van de Gastropoda (slakken).

## Soorten
- Pseudestea crassiconus (Powell, 1933)
- Pseudestea pyramidata (Hedley, 1903)